# Recht zum Besitz
Das Recht zum Besitz (auch Besitzrecht oder RZB) bezeichnet in der Rechtswissenschaft das Recht, eine Sache zu besitzen. Relevanz haben die Besitzrechte insbesondere im Rahmen des Eigentumsherausgabeanspruchs. Dieser ist ausgeschlossen, wenn der Besitzer einer Sache dem Eigentümer gegenüber zum Besitz berechtigt ist.

## Absolute Besitzrechte
Absolute Besitzrechte (auch dingliche Besitzrechte) wirken absolut, d. h., sie berechtigen gegenüber jedermann zum Besitz. Sie ergeben sich insbesondere aus beschränkten dinglichen Rechten an der Sache (z. B. aus einem Pfandrecht gem. §§ 1204 ff. BGB oder einem Nießbrauch gem. §§ 1030 ff. BGB).
Umstritten ist, ob auch das Anwartschaftsrecht dem Inhaber ein absolutes Recht zum Besitz gibt. Während die herrschende Meinung dies bejaht, lehnt eine Gegenansicht dies mit der Begründung ab, dass das Anwartschaftsrecht nur den Eigentumserwerb schützen soll und dies auch dann noch könne, wenn der Anwartschaftsberechtigte nicht mehr Besitzer ist.

## Relative Besitzrechte
Relative Besitzrechte (auch obligatorische Besitzrechte) wirken relativ, d. h., sie berechtigen nur innerhalb einer schuldrechtlichen Beziehung zum Besitz. Sie ergeben sich insbesondere aus schuldrechtlichen Verträgen (z. B. aus einem Mietvertrag gem. §§ 535 ff. BGB oder einem Leihvertrag gem. §§ 598 ff. BGB).

## Zurückbehaltungsrechte
Umstritten ist, ob die Zurückbehaltungsrechte Besitzrechte darstellen. Während der deutsche BGH dies zumindest für das Zurückbehaltungsrecht aus § 1000 BGB bejaht, sieht der überwiegende Teil der Lehre in ihnen keine Besitzrechte, sondern selbständige Gegenrechte, da ihr Sinn und Zweck nicht die materielle Regelung des Besitzes, sondern allein die Durchsetzung von Ansprüchen sei.